# Белл, Эрик (футболист)
Эрик Белл (англ. Eric Bell; 27 ноября 1929, Манчестер, Ланкашир — 22 июля 2012, Манчестер, Северо-Западная Англия) — английский футболист, играл на позиции полузащитника.

## Биография

### Игровая карьера
В подростковом возрасте Белл был на просмотре клуба «Манчестер Юнайтед», но Мэтт Басби вскоре отпустил его. Белл присоединился к «Болтон Уондерерс», за который дебютировал в августе 1950 года в матче с «Тоттенхэмом». «Болтон» проиграл матч со счётом 4:1, а Белл был переведён в резервную команду, за которую играл в течение трёх сезонов. В январе 1953 года был вызван в основной состав, чтобы заменить Томми Нилла в качестве основного полузащитника.
Он принимал участие в финале Кубка Англии 1953 года против «Блэкпула», который вошёл в историю как «Финал Мэтьюза». Стэнли Мэтьюз оформил в том матче хет-трик и принёс победу «Блэкпулу» со счётом 4:3 — Белл в том матче забил один из голов. В последующие полтора сезона он был основным игроком, пока в феврале 1955 года не получил перелом ноги. Белл вернулся на поле весной 1957 года, но потерял место в основном составе и в 1958 году окончательно завершил карьеру.

### Смерть
Скончался 22 июля 2012 года в возрасте 82 лет.